# Křížová cesta (Jindřichův Hradec)
Křížová cesta v Jindřichově Hradci se nachází v západní části města. Stoupá od břehu řeky Nežárky Mertovými sady ke kostelu svatého Jakuba.

## Historie
První zmínky o křížové cestě jsou z počátku 16. století. Roku 1693 bylo nákladem Anny Beerové jedenáct zastavení ke kostelu svatého Jakuba upraveno do nové podoby. Úpravy byly dokončeny a cesta vysvěcena 16. března 1695, dvanácté zastavení bylo doplněno roku 1869.
Jednotlivá zastavení tvoří zděné výklenkové kaple, v jejichž nikách byly původně umístěny malby na plechu představující pašijové výjevy, vytvořené kolem roku 1850 podle obrazů křížové cesty v kostele Nanebevzetí Panny Marie. Jejich autorem byl Jan Scheffel z Jindřichova Hradce. V prvních dvou zastaveních bylo původně po dvou výjevech. Autorem posledního čtrnáctého obrazu Pohřeb Páně byl Jan See.
Protože byly plechové desky v havarijním stavu a malba na nich byla nezřetelná, byly postupně ze všech zastavení odstraněny. Několikrát byla křížová cesta opravována. Roku 2012 byla zrestaurována akademickým sochařem a restaurátorem Vladimírem Krninským. Ohledně osazení pašijových obrazů byla zvolena cesta pořízení fotokopií obrazů novogotické křížové cesty z kostela Nanebevzetí Panny Marie v Jindřichově Hradci a jejich umístění do jednotlivých kapliček a dvě poslední na zeď kostela.
Otevření křížové cesty ke kostelíku Svatého Jakuba se uskutečnilo v neděli 27. července 2014, všechna zastavení posvětil vikář P. Jiří Špiřík.
Ke křížové cestě byly instalovány dvě informační tabule - jedna u prvního zastavení, v sousedství pekárny u Nežárecké ulice, druhá na konci u kostela.
Křížová cesta je chráněna jako nemovitá kulturní památka.